# Blockade (videojoc)
Blockade és una màquina recreativa de laberints en monocrom fabricada per Gremlin a partir de l'octubre de 1976. Utilitant quatre botons direccionals, cada jugador mou el seu personatge deixant una línia sòlida al darrere, girant en angles de 90 graus. Per guanyar, un jugador ha de durar més temps que l'oponent abans de colpejar qualsevol cosa, quan la primera persona colpeja quelcom llavors perd. El joc finalitza quan un jugador guanya sis victòries.
Blockade és el primer del que es coneixeria com a joc Snake.

## Llegat
A partir d'aquest joc van aparèixer diversos altres del mateix estil, com el joc Checkmate el 1977 per a Bally Astrocade, el Surround del 1978 d'Atari, i el joc d'ordinador Worm de 1978 per al TRS-80.
Blockade no va fer referència a serps o cucs, a més que moltes variants eren temàtiques, incloent-hi Nibbler i Snake Byte, ambdós de 1982. La versió pel telèfon mòbil de 1997 de Nokia simplement es diu Snake.
Tron (1982) de Midway inclou una variant d'un sol jugador de l'estil Blockade basat en la moto de la pel·lícula. El jugador lluita contra una moto de dibuix lineal controlada per ordinador i tres més en nivells posteriors. Això va portar als jocs similars a Blockade de vegades anomenar-se Tron o light cycles (moto).